# Samnaun
Samnaun (rätoromanska Samignun eller Samagnun) är en ort och kommun i regionen Engiadina Bassa/Val Müstair i den schweiziska kantonen Graubünden. Den omfattar Samnauntal, som är en sidodal till Engiadina Bassa.  Kommunen har 755 invånare (2023). I kommunen finns byarna Compatsch, Laret, Plan, Ravaisch och Samnaun.
På grund av sitt isolerade läge så ingår inte Samnaun i det schweiziska tullområdet, vilket skapat "inköpsturism" främst från österrikiska Tyrolen.

## Språk och religion
Språket i Samnaun var förr i tiden, liksom i övriga delar av regionen, det rätoromanska idiomet vallader.
Omkring 1530 anslöt sig en del av befolkningen till den reformerta kristendomen, och använde kyrkan gemensamt med katolikerna. Under 1700- och 1800-talet ägde dock en total återkatolisering rum, som utgick från de täta kontakterna över gränsen till Tyrolen.
Dessa kontakter medförde också ett språkskifte till tyska under början av 1800-talet. Därför är Samnaun idag den enda av Schweiz tyskspråkiga kommuner där schweizertyska inte talas, utan istället en sydbayersk dialekt.